# Nefropatia hipertensiva
A nefropatia hipertensiva (ou "nefrosclerose hipertensiva", ou "doença renal hipertensiva") é uma condição médica relativa ao dano do rim devida à hipertensão.
Deveria ser diferenciada da "hipertensão renovascular" (I15.0), que é uma forma de hipertensão secundária.
Nos rins, como um resultado da hipertensão arterial benigna, a hialina (material homogêneo, amorfo rosa) se acumula na parede de pequenas artérias ou arteríolas, produzindo o espessamento de suas paredes e o estreitamento do lúmen — arteriosclerose hialina. A isquemia consequente produzirá atrofia tubular, fibrose intersticial, alterações glomerulares (glomérulos menores com graus diferentes de hialinização - da branda à esclerose dos glomérulos) e fibrose periglomerular. Em estágios avançados, a falha renal ocorrerá. Néfrons funcionais têm túbulos dilatados, frequentemente com cilindros urinários hialinos nos lúmens. Complicações adicionais frequentemente associadas com a nefropatia hipertensiva inclúem dano glomerular, resultando em proteinúria e hematúria.